# Оскар Рор
О́скар Рор (нім. Oskar Rohr; 24 березня 1912, Мангайм — 8 листопада 1988) — німецький футболіст, що грав на позиції нападника. Чемпіон Німеччини, володар Кубка Швейцарії. Найкращий бомбардир в історії французького клубу «Страсбур».

## Клубна кар'єра
Грав у складі мюнхенської «Баварії». Був учасником команди, яка в 1932 році виграла першій у своїй історії титул чемпіона Німеччини. У фіналі проти «Айнтрахта» забив один з голів «Баварії», що перемогла з рахунком 2:0. У фінальному турнірі Рор забив п'ять голів.
Посеред сезону 1933-34 перейшов у швейцарський «Грассгоппер». Став із командою срібним призером чемпіонату і володарем Кубка Швейцарії.
В Швейцарії не затримався і в наступному сезоні став гравцем французького «Страсбура». В першому сезоні забив за команду 20 голів у чемпіонаті, в якому його клуб зайняв друге місце. В 1936 році відзначився 28 разів, завдяки чому став другим у списку найкращих бомбардирів чемпіонату. Клуб став третім у лізі. В наступному сезоні Рор забив 30 голів і став найкращим бомбардиром першості Франції. «Стразбур» опустився на шосте місце, але вийшов у фінал Кубка Франції. Рор забив свій гол у фінальному матчі, але його команда програла з рахунком 1:2 «Сошо». Ще раз другим у списку найкращих бомбардирів французької першості Оскар став в 1938 році, забивши 25 голів. В останньому перед війною чемпіонаті нападник забив 15 голів. Загалом забив за «Страсбур» 118 голів (117 за іншими даними) в Лізі 1, що досі є клубним рекордом. Також на його рахунку 17 голів  (за іншими даними 18) у Кубку Франції.

## Досягнення
- Чемпіон Німеччини: 1931-32
- Володар Кубка Швейцарії: 1933-34
- Найкращий бомбардир чемпіонату Франції: 1936-37
- Рекордсмен чемпіонату Франції по кількості пента-триків: 3 пента-трики
- Найкращий бомбардир в історії «Страсбура»: 138 голів
- Найкращий бомбардир «Страсбура» в чемпіонаті Франції: 118 голів

## Статистика виступів
| Клуб               | Сезон             | Ліга | Ліга | Кубки | Кубки | Всього | Всього |
| Клуб               | Сезон             | Ігри | Голи | Ігри  | Голи  | Ігри   | Голи   |
| ------------------ | ----------------- | ---- | ---- | ----- | ----- | ------ | ------ |
| Баварія            | 1931/32           | 24   | 30   | -     | -     | 24     | 30     |
| Баварія            | 1932/33           | 29   | 25   | -     | -     | 29     | 25     |
| Баварія            | 1933/34           | 4    | 2    | -     | -     | 4      | 2      |
| Баварія            | Всього            | 57   | 57   | 0     | 0     | 57     | 57     |
| Грассгоппер        | 1933/34           | 11   | 11   | 5     | 3     | 16     | 14     |
| Грассгоппер        | 1934/35           | 1    | 0    | 0     | 0     | 1      | 0      |
| Грассгоппер        | Всього            | 12   | 11   | 5     | 3     | 17     | 14     |
| Страсбур           | 1934/35           | 22   | 20   | 1     | 1     | 23     | 21     |
| Страсбур           | 1935/36           | 28   | 28   | 2     | 4     | 30     | 32     |
| Страсбур           | 1936/37           | 29   | 30   | 8     | 12    | 37     | 42     |
| Страсбур           | 1937/38           | 30   | 25   | 2     | 1     | 32     | 26     |
| Страсбур           | 1938/39           | 27   | 15   | 1     | 0     | 28     | 15     |
| Страсбур           | Всього            | 136  | 118  | 14    | 18    | 150    | 136    |
| Мангайм            | 1945/46           | 7    | 3    | -     | -     | 7      | 3      |
| Мангайм            | Всього            | 7    | 3    | 0     | 0     | 7      | 3      |
| Швабен (Аугсбург)  | 1945/46           | 15   | 8    | -     | -     | 15     | 8      |
| Швабен (Аугсбург)  | Всього            | 15   | 8    | 0     | 0     | 15     | 8      |
| Пірмазенс          | 1946/47           | 19   | 8    | -     | -     | 19     | 8      |
| Пірмазенс          | 1947/48           | 21   | 11   | -     | -     | 21     | 11     |
| Пірмазенс          | Всього            | 40   | 19   | 0     | 0     | 40     | 19     |
| Вальдгоф (Мангайм) | 1948/49           | 17   | 5    | -     | -     | 17     | 5      |
| Вальдгоф (Мангайм) | Всього            | 17   | 5    | 0     | 0     | 17     | 5      |
| Всього за кар'єру  | Всього за кар'єру | 284  | 221  | 19    | 21    | 303    | 242    |